# 오버곰스
오버곰스(Obergoms)는 곰스의 상부이자 스위스 발레주의 곰스구에 있는 시정촌이다. 2009년 1월 1일 울리헨, 오버게슈텔른, 오버발트 3개 지자체가 병합되면서 형성되었다.

## 역사
오버게슈텔른은 1322년에 카스텔리오네(castellione)로 처음 언급되었다. 1415년에 그것은 오버게슈틸렌(obergestillen)으로 언급되었다. 오버발트는 1386년에 슈페리오레 발데(Superiore Valde)로 처음 언급되었다. 1419년에는 오버발트(Oberwaldt)로 언급되었다.  울리헨은 1235년에 플리그힌겐(Vlrighingen)으로 처음 언급되었다. 1240년에 그것은 홀리퀸구엔(holriquinguen)으로 언급되었다.
울리헨 주변 지역은 중세 시대에 두 차례의 전투가 있었던 곳이다. 1211년의 제1차 울리헨 전투는 시옹의 주교 란드리히 폰 몽(Sion Landrich von Mont)이 이끄는 발레군이 체링겐 공작 베르톨트 5세 휘하의 베르네군에게 결정적인 패배를 안겨주었다. 전투에 대한 많은 세세한 사항은 불명확하고, 역사가들은 의문을 제기한다. 1419년 제2차 울리헨 전투는 베른이 이끄는 스위스 서약동맹과 발레 사이의 전투였다. 두 번째 전투는 발레의 승리로 돌아갔으며, 라론 사건 종결로 이어진 전투 이후의 교섭이었다.

## 지리

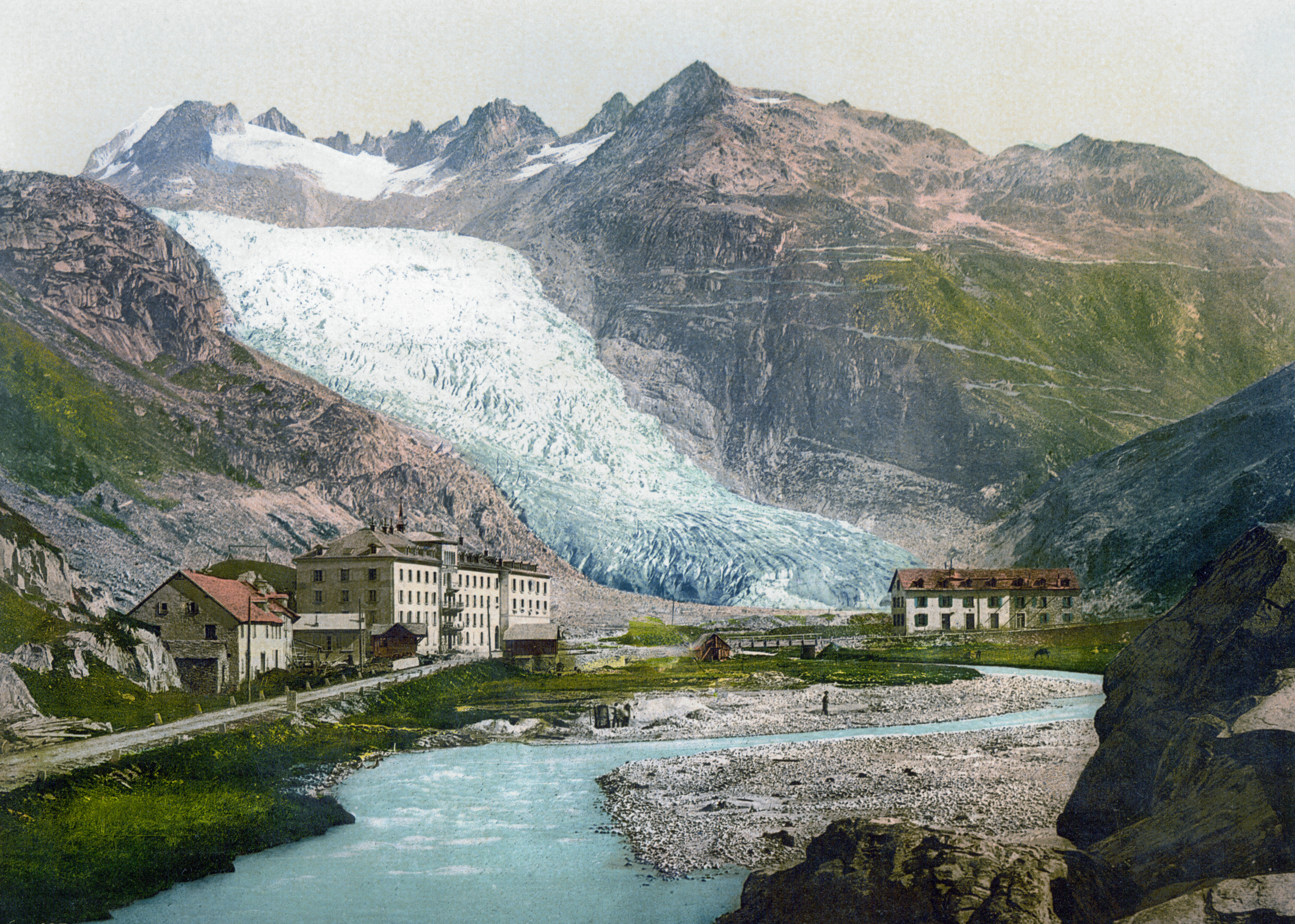
1900년 글레치와 론 빙하

오버곰스 시정촌은 론 계곡의 최상류를 차지하며 강을 공급하는 론 빙하까지 확장된다. 하류 경계를 제외한 모든 것이 높은 산으로 둘러싸여 있으며 그림젤, 푸르카, 누페넨과 그리스 고개 위의 경로와 브리그를 향한 론강 계곡 아래의 낮은 수준 경로의 교차점을 형성한다. 트랙만 통과하는 그리스 고개를 제외하고 이 모든 고개에는 포장도로가 있다. 푸르카-오버알프 철도 노선도 지자체를 통과하며 현재 경로는 서쪽 포털로 연결된다. 오버발트의 푸르카 지하 터널은 이전 경로가 현재 유산 철도로 보존되어 푸르카 고개를 지나간다.
오버곰스의 가장 낮은 정착지는 누페넨 및 그리스 고개 기슭의 론 계곡에 위치한 울리헨이다. 두 패스로 가는 경로는 처음에 아게네의 측면 계곡을 통과하며 시정촌에는 해당 계곡, 주변 슬로프, 머리에 있는 그리스 호수 및 이를 공급하는 그리스 빙하가 포함된다. 호수와 빙하의 남쪽으로 시정촌은 그리스 고개를 건너 국경인 이탈리아 국경까지 도달하고 동쪽으로 누페넨 고개 정상에서 티치노주와 국경에 도달한다.
론 계곡의 다음 정착지는 론 계곡의 론 빙하 끝 빙퇴석에 위치한 오버게슈텔른으로 해발 1,353m이다. 오버게슈텔른은 북쪽으로 제델호른 산, 남쪽으로 피조 갈리나 산에서 내려다보인다.
오버게슈텔른은 1,370m 높이의 오버발트가 론강 오른쪽(북쪽) 강둑에 있고 운터바세른이 론강 건너편에 있다. 오버발트 너머로 시정촌은 1,757m의 글레취와 2,271m의 벨베데레까지 론 계곡을 따라 계속된다. 글레치에서 그림젤 고개는 북쪽으로 올라가 국경을 넘어 베른주까지 이어진다. 벨베데레에서는 론 빙하가 내려다보이고 푸르카 고개는 우리 주의 경계로 올라간다.
오버곰스의 면적은 2011년 기준으로 155.8k㎡이다. 이 면적 중 26.0%는 농업용으로 사용되며 9.6%는 산림이다. 나머지 토지 중 1.0%는 정착지(건물 또는 도로)이고 63.3%는 비생산적인 토지이다.

### 기후
| 오버곰스 (2009년 이전 울리헨) 1991–2020의 기후 | 오버곰스 (2009년 이전 울리헨) 1991–2020의 기후 | 오버곰스 (2009년 이전 울리헨) 1991–2020의 기후 | 오버곰스 (2009년 이전 울리헨) 1991–2020의 기후 | 오버곰스 (2009년 이전 울리헨) 1991–2020의 기후 | 오버곰스 (2009년 이전 울리헨) 1991–2020의 기후 | 오버곰스 (2009년 이전 울리헨) 1991–2020의 기후 | 오버곰스 (2009년 이전 울리헨) 1991–2020의 기후 | 오버곰스 (2009년 이전 울리헨) 1991–2020의 기후 | 오버곰스 (2009년 이전 울리헨) 1991–2020의 기후 | 오버곰스 (2009년 이전 울리헨) 1991–2020의 기후 | 오버곰스 (2009년 이전 울리헨) 1991–2020의 기후 | 오버곰스 (2009년 이전 울리헨) 1991–2020의 기후 | 오버곰스 (2009년 이전 울리헨) 1991–2020의 기후 |
| 월                                             | 1월                                            | 2월                                            | 3월                                            | 4월                                            | 5월                                            | 6월                                            | 7월                                            | 8월                                            | 9월                                            | 10월                                           | 11월                                           | 12월                                           | 연간                                           |
| ---------------------------------------------- | ---------------------------------------------- | ---------------------------------------------- | ---------------------------------------------- | ---------------------------------------------- | ---------------------------------------------- | ---------------------------------------------- | ---------------------------------------------- | ---------------------------------------------- | ---------------------------------------------- | ---------------------------------------------- | ---------------------------------------------- | ---------------------------------------------- | ---------------------------------------------- |
| 일평균 최고 기온 °C (°F)                       | −0.8 (30.6)                                    | 1.7 (35.1)                                     | 5.9 (42.6)                                     | 9.9 (49.8)                                     | 14.9 (58.8)                                    | 19.4 (66.9)                                    | 21.8 (71.2)                                    | 21.3 (70.3)                                    | 17.3 (63.1)                                    | 12.6 (54.7)                                    | 5.1 (41.2)                                     | −0.3 (31.5)                                    | 10.7 (51.3)                                    |
| 일일 평균 기온 °C (°F)                         | −7.2 (19.0)                                    | −5.4 (22.3)                                    | −0.4 (31.3)                                    | 3.9 (39.0)                                     | 8.7 (47.7)                                     | 12.6 (54.7)                                    | 14.6 (58.3)                                    | 14.0 (57.2)                                    | 10.0 (50.0)                                    | 5.5 (41.9)                                     | −0.7 (30.7)                                    | −5.6 (21.9)                                    | 4.2 (39.6)                                     |
| 일평균 최저 기온 °C (°F)                       | −13.0 (8.6)                                    | −12.1 (10.2)                                   | −6.5 (20.3)                                    | −1.8 (28.8)                                    | 2.4 (36.3)                                     | 5.5 (41.9)                                     | 7.5 (45.5)                                     | 7.3 (45.1)                                     | 3.8 (38.8)                                     | 0.2 (32.4)                                     | −5.2 (22.6)                                    | −10.6 (12.9)                                   | −1.9 (28.6)                                    |
| 평균 강수량 mm (인치)                          | 97 (3.8)                                       | 81 (3.2)                                       | 89 (3.5)                                       | 88 (3.5)                                       | 116 (4.6)                                      | 95 (3.7)                                       | 86 (3.4)                                       | 100 (3.9)                                      | 89 (3.5)                                       | 107 (4.2)                                      | 124 (4.9)                                      | 110 (4.3)                                      | 1,183 (46.6)                                   |
| 평균 강설량 cm (인치)                          | 114.8 (45.2)                                   | 132.6 (52.2)                                   | 85.4 (33.6)                                    | 26.3 (10.4)                                    | 7.1 (2.8)                                      | 0.2 (0.1)                                      | 0.0 (0.0)                                      | 0.0 (0.0)                                      | 0.1 (0.0)                                      | 13.5 (5.3)                                     | 81.5 (32.1)                                    | 116.6 (45.9)                                   | 578.1 (227.6)                                  |
| 평균 강수일수 (≥ 1.0 mm)                       | 9.6                                            | 9.0                                            | 9.0                                            | 8.9                                            | 11.3                                           | 10.9                                           | 11.0                                           | 11.3                                           | 9.0                                            | 9.2                                            | 10.6                                           | 10.2                                           | 120.0                                          |
| 평균 강설일수 (≥ 1.0 cm)                       | 9.5                                            | 10.1                                           | 8.3                                            | 4.4                                            | 0.9                                            | 0.1                                            | 0.0                                            | 0.0                                            | 0.1                                            | 1.4                                            | 8.9                                            | 10.8                                           | 54.5                                           |
| 평균 상대 습도 (%)                             | 84                                             | 79                                             | 74                                             | 69                                             | 69                                             | 70                                             | 70                                             | 73                                             | 76                                             | 79                                             | 84                                             | 85                                             | 76                                             |
| 평균 월간 일조시간                             | 71                                             | 104                                            | 153                                            | 153                                            | 171                                            | 199                                            | 216                                            | 192                                            | 161                                            | 126                                            | 67                                             | 54                                             | 1,665                                          |
| 가능 일조율                                    | 49                                             | 51                                             | 52                                             | 49                                             | 46                                             | 52                                             | 57                                             | 56                                             | 55                                             | 49                                             | 41                                             | 47                                             | 51                                             |
| 출처: MeteoSwiss (snow 1981–2010)              |                                                |                                                |                                                |                                                |                                                |                                                |                                                |                                                |                                                |                                                |                                                |                                                |                                                |

## 인구통계

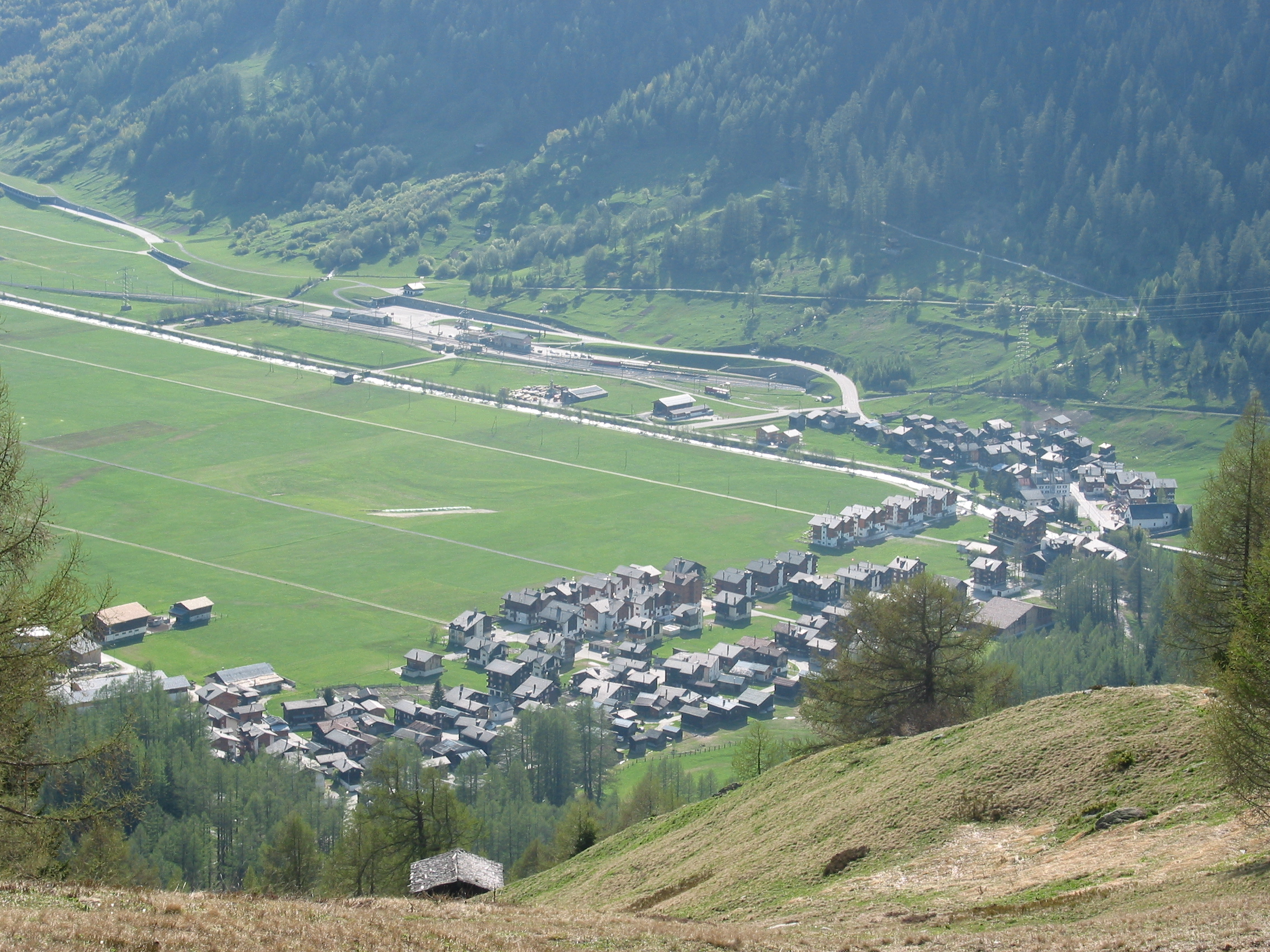
오버곰스의 오버발트 풍경

오베르곰스의 인구(2020년 12월 기준 )는 654명이다. 2008년 기준으로 인구의 11.3%가 거주하는 외국인이다. 지난 10년(1999-2009년) 동안 인구는 -5.7%의 비율로 변화했다. 이주로 인해 -2.2%의 비율로, 출생 및 사망으로 인해 -2.2%의 비율로 변경되었다.

2008년 기준으로 인구의 성별 분포는 남성 52.3%, 여성 47.7%이다. 인구는 338명의 스위스 남성(인구의 46.4%)과 43명(5.9%)의 비 스위스 남성으로 구성되었다. 스위스 여성은 308명(42.3%), 비 스위스 여성은 39명(5.4%)이었다.
인구의 연령분포(2000년 기준)는 어린이와 청소년(0~19세)이 전체 인구의 20.6%, 성인(20~64세)이 61.2%, 노인(64세 이상)이) 18.2%를 차지한다.
2009년 기준 신규주택 건설률은 인구 1000명당 30.2세대이다.

### 오버게슈텔른 인구통계

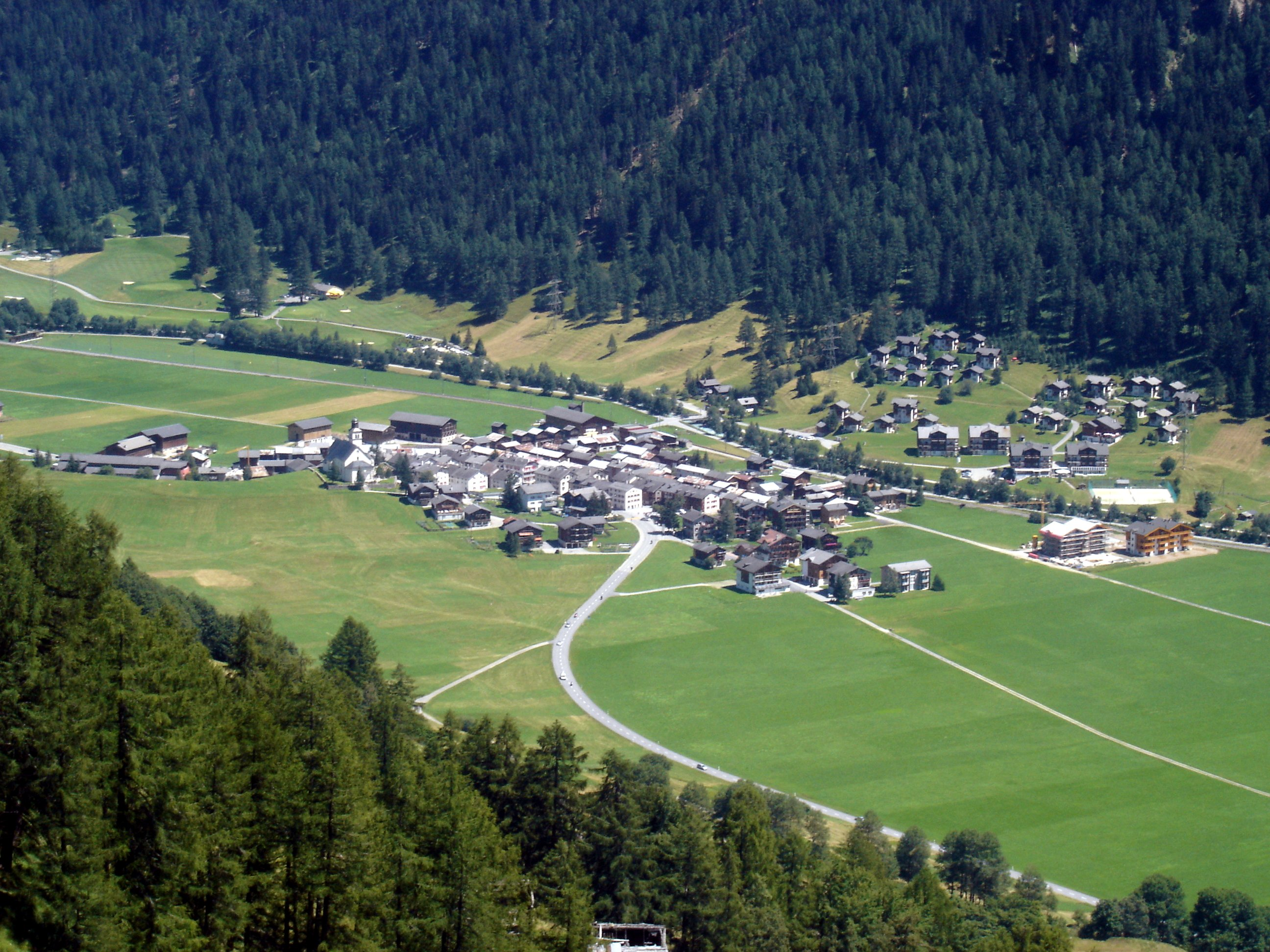
오버게슈텔른 마을

2000년 현재 오버게슈텔른에서 인구 대부분은 독일어 (183명 또는 93.8%)를 모국어로 사용하고, 세르보-크로아티아어가 두 번째로 많이 사용(8 또는 4.1%)하고, 체코어가 세 번째(2 또는 1.0%)로 사용된다. 프랑스어를 할 줄 아는 사람이 1명 있다.
지자체의 인구 중 115 또는 약 59.0%가 오버게슈텔른에서 태어나 2000년에 그곳에서 살았다. 같은 주에서 태어난 49 또는 25.1%가 있었고, 11 또는 5.6%가 스위스 다른 곳에서 태어났고, 18 또는 9.2%는 스위스 밖에서 태어났다.
2000년 기준으로 시정촌에는 미혼이거나 싱글인 사람이 69명 있다. 기혼자는 108명, 미망인은 14명, 이혼한 사람은 4명이었다.
1인 가구는 34가구, 5인 이상 가구는 3가구였다. 이 질문에 답한 총 92가구 중 1인 가구가 37.0%를 차지했다. 나머지 가구 중 자녀가 없는 기혼 부부는 28쌍, 자녀가 있는 기혼 부부는 24쌍으로, 자녀가 있는 편부모는 1쌍이었다. 혈연관계가 없는 사람들로 구성된 2가구와 일종의 기관이나 다른 공동주택으로 구성된 3가구가 있었다.
2000년에는 총 122채의 주거용 건물 중 39채(전체의 32.0%)가 단독주택이었다. 다가구주택은 67채(54.9%), 주거용으로 주로 사용되는 다목적 건물은 9채(7.4%), 기타 용도(상업, 공업)가 7채(5.7%)였다.
2000년에는 총 88가구(전체의 35.1%)가 상설 임대되었고, 148가구(59.0%)는 계절적 입주, 15가구(6.0%)는 공실이었다.

### 오버발트 인구통계

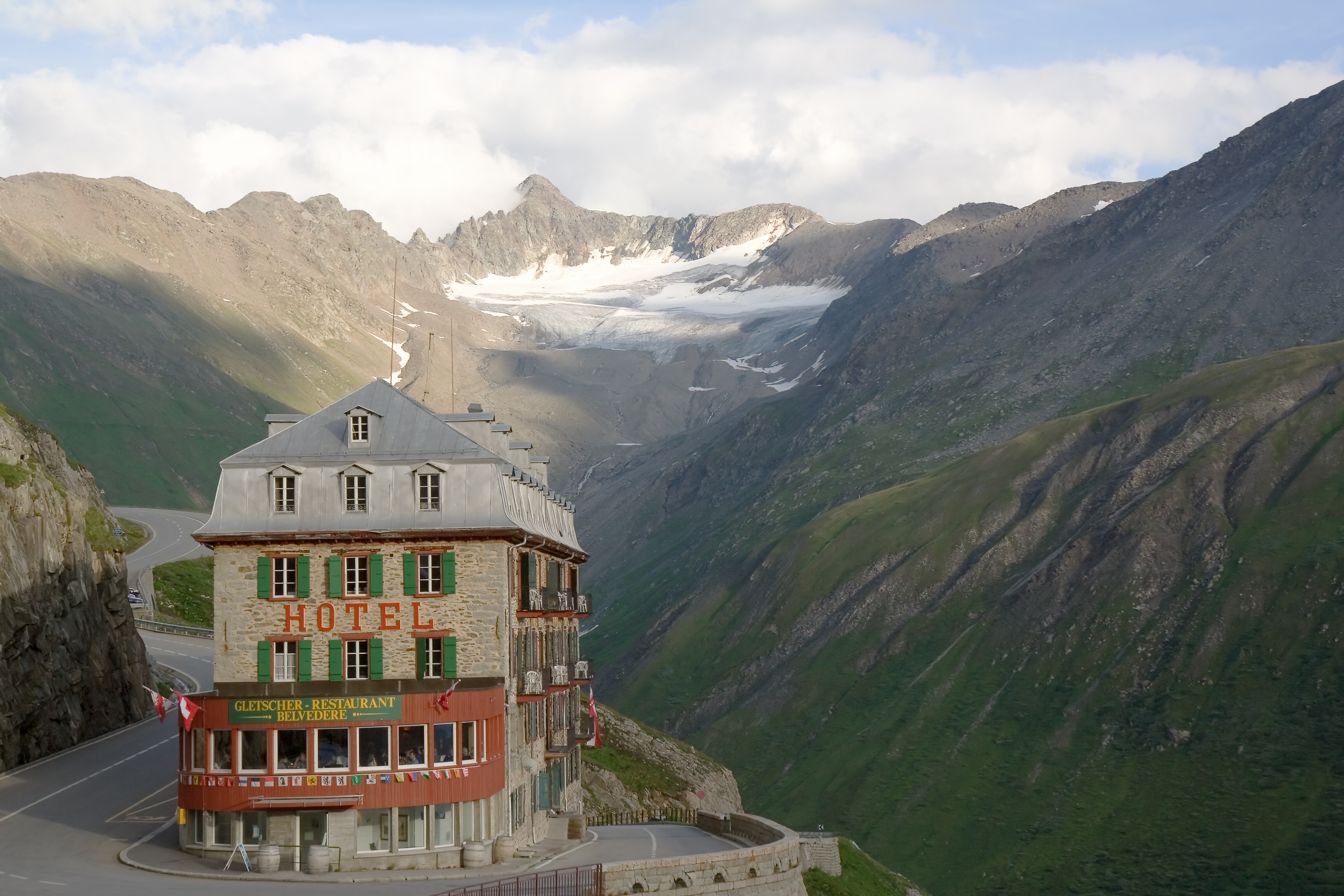
오버발트의 호텔 벨베데레

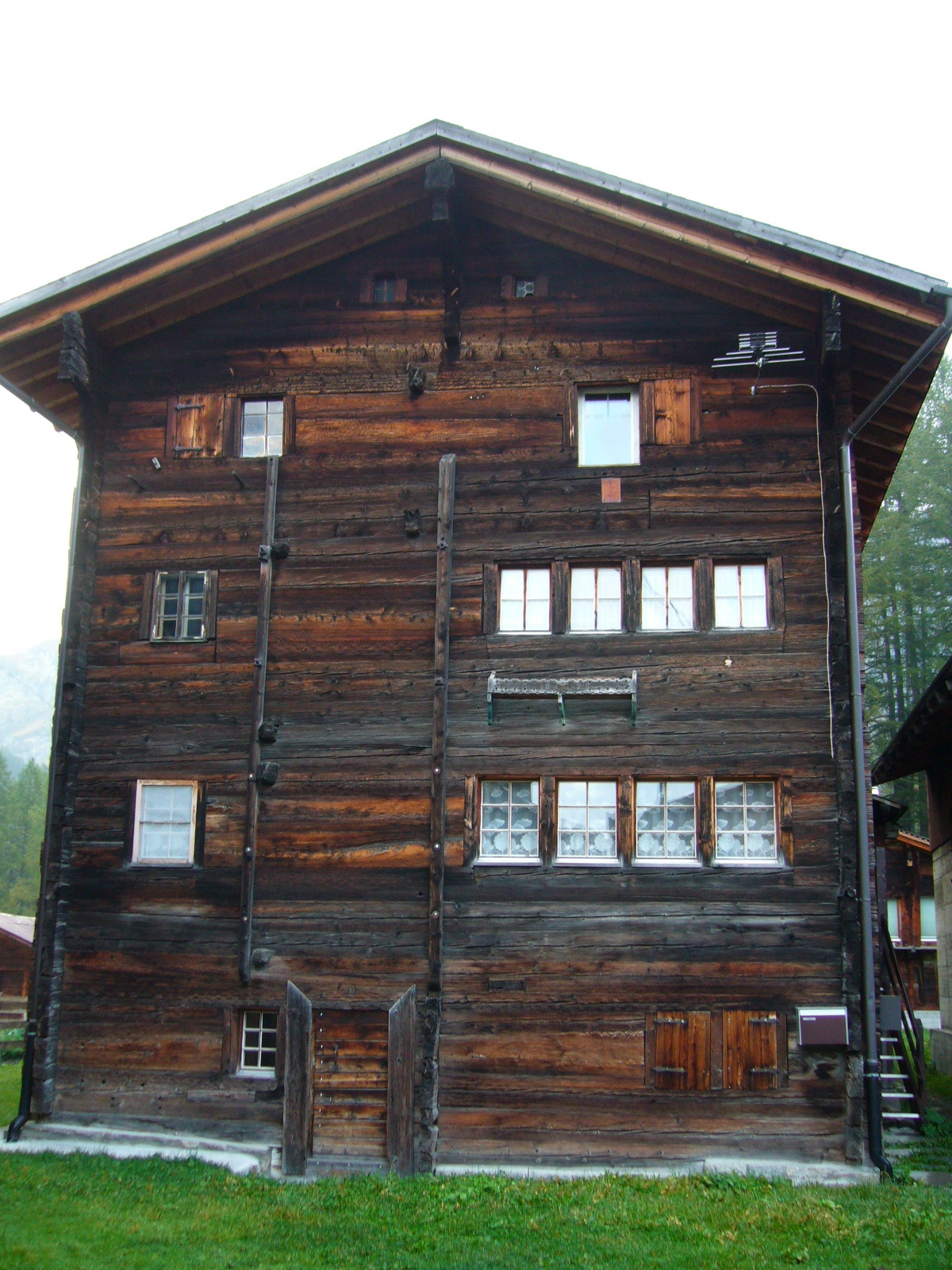
오버발트의 주택

2000년 현재 오버발트에서 인구 대부분은 독일어(249명 또는 95.8%)를 모국어로 사용하고, 세르비아-크로아티아어가 두 번째로 많이 사용(6명 또는 2.3%)하고 이탈리아어가 세 번째(2명 또는 0.8%)로 사용된다. 프랑스어를 할 줄 아는 사람이 1명 있다.
지자체의 인구 중 155 또는 약 59.6%가 오버발트에서 태어나 2000년에 그곳에 살았다. 같은 주에서 태어난 48 또는 18.5%가 있었고, 30 또는 11.5%가 스위스 다른 곳에서 태어났고 19 또는 7.3%는 스위스 이외의 지역에서 태어났다.
2000년 기준으로 시정촌에는 미혼이며 미혼인 사람이 97명 있다. 기혼자는 142명, 과부 또는 홀아비는 11명, 이혼한 사람은 10명이었다.
1인 가구는 44가구, 5인 이상 가구는 5가구였다. 총 117가구 중 1인 가구가 37.6%로 부모와 동거하는 성인 1명이 있었다. 나머지 가구 중 자녀가 없는 기혼가구는 31가구, 자녀가 있는 기혼가구는 32가구 자녀가 있는 편부모는 2가구다. 혈연관계가 없는 사람들로 구성된 2가구와 일종의 기관이나 다른 공동주택으로 구성된 5가구였다.
2000년에는 총 157세대의 주거용 건물 중 37세대(전체의 23.6%)가 단독주택이었다. 다가구는 83채(52.9%), 주거용으로 주로 사용되는 다목적 건물은 16채(10.2%), 기타 용도(상업·공업)가 21채(13.4%)였다.
2000년에는 총 112개 아파트(전체의 24.1%)가 영구적으로 사용되었으며 331개 아파트(71.3%)가 계절적으로 사용되었으며 21개(4.5%)가 비어 있었다.

### 울리헨 인구통계

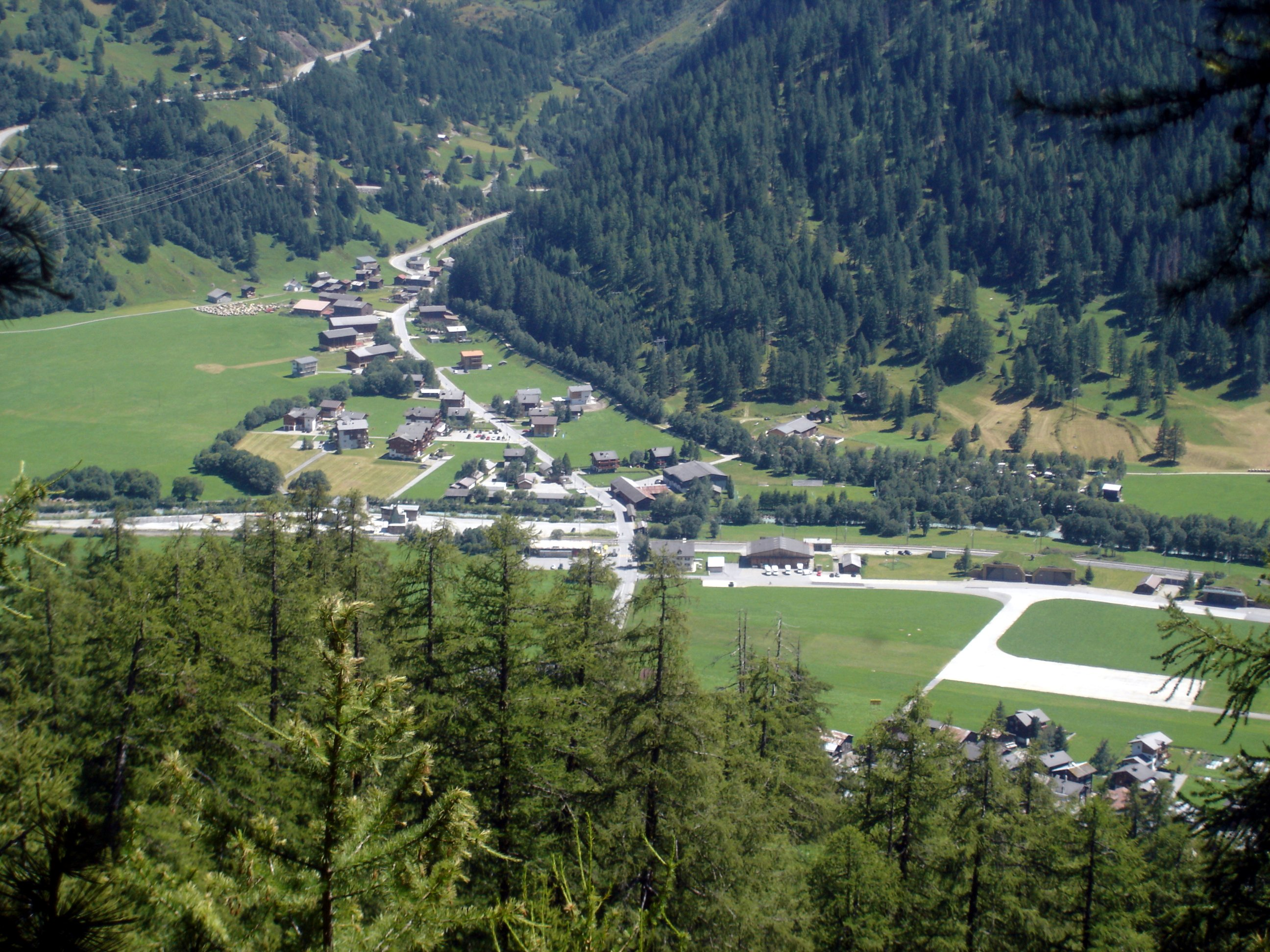
울리헨 마을

2000년 현재 울리헨의 인구 대부분은 독일어(213명 또는 96.4%)를 모국어로 사용하고, 이탈리아어가 두 번째로 많이 사용(3명 또는 1.4%)하고, 포르투갈어가 세 번째(3 또는 1.4%)로 사용된다.
지자체의 인구 중 141 또는 약 63.8%가 울리헨에서 태어나 2000년에 그곳에 살았다. 같은 주에서 태어난 47 또는 21.3%가 있었고, 스위스의 다른 곳에서 태어난 사람은 16 또는 7.2%였으며, 17 또는 7.7%는 스위스 이외의 지역에서 태어났다. 2000년 기준으로 시정촌에 미혼이며 미혼인 사람은 93명이다. 기혼자 119명, 과부 또는 홀아비 9명, 이혼한 개인이 있었다.
1인 가구는 24가구, 5인 이상 가구는 8가구였다. 이 질문에 답한 총 89가구 중 27.0%가 1인 가구였으며, 부모와 동거하는 성인은 1명이었다. 나머지 가구 중 무자녀 부부가 26가구, 자녀가 있는 기혼가구가 33가구는 혈연관계가 없는 사람이 3가구, 시설이나 기타 공동주택이 2가구였다.
2000년에는 총 108호의 주거동 중 41호(전체의 38.0%)가 단독주택이었다. 다가구는 47채(43.5%), 주로 주거용으로 사용되는 다목적 건물은 11채(10.2%), 기타 용도(상업, 공업)는 9채(8.3%)였다.
2000 년에는 총 85채(전체의 36.2%)가 상설 임대되었고, 129채(54.9%)는 계절적 임대, 21채(8.9%)는 공실이었다.

### 과거 인구
역사적 인구는 다음 차트에 나와 있다.

## 볼거리

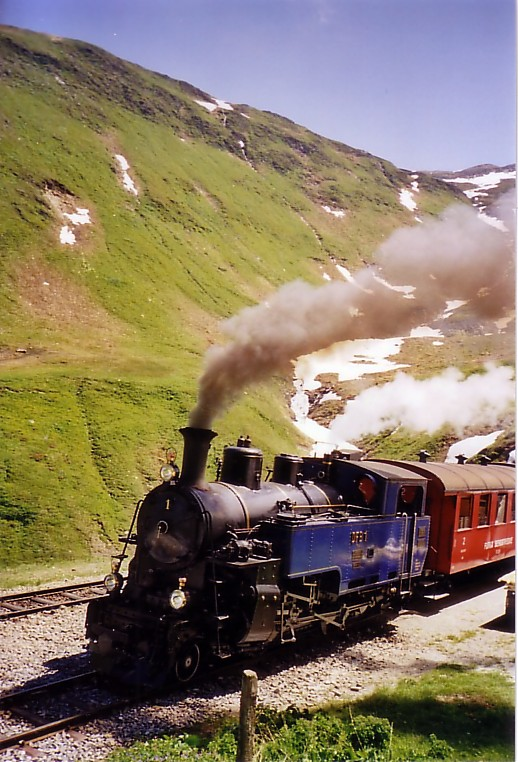
푸르카반 코그 휠 철도

오버게슈텔른과 울리헨의 전체 마을, 글레취 지역 및 푸르카반 톱니바퀴 철도는 모두 스위스 유산 목록의 일부로 지정되었다.

## 경제
2010년 기준, 오버곰스의 실업률은 2.3%였다. 2008년 현재 1차 경제 부문에 64명이 고용되어 있고 이 부문에 약 27개 기업이 참여하고 있다. 86명이 2차 부문에 고용되었고, 이 부문에 11개의 기업이 있었다. 239명이 3차 부문에 고용되었으며 이 부문에는 50개의 기업이 있다.
근로인구 중 7.9%는 대중교통을 이용해 출근했고 40.6%는 자가용을 이용했다.

### 오버게슈텔른 경제
오버게슈텔른의 거주자는 97명으로 어느 정도 고용되었으며 그중 여성이 노동력의 39.2%를 차지했다. 2008년에 정규직에 상응하는 총 일자리 수는 94개였다. 1차 부문의 일자리 수는 11개였으며 모두 농업에 있었다. 2차 부문의 일자리 수는 42개로 그중 3개(7.1%)가 제조업, 39개(92.9%)가 건설업이었다. 3차 부문의 일자리 수는 41개였다. 3차 부문에서; 2 또는 4.9%는 도소매 또는 자동차 수리업, 30 또는 73.2%는 호텔 또는 레스토랑, 1개는 보험 또는 금융업, 1개는 교육업에 종사했다.
2000년 기준으로 시정촌으로 출퇴근하는 근로자는 36명, 출퇴근자는 32명이었다. 지자체는 근로자의 순수입 주이며, 떠날 때마다 약 1.1명의 근로자가 지자체에 들어간다. 근로 인구 중 %는 직장까지 대중교통을 이용했고 %는 자가용을 이용했다.

### 오버발트 경제
오버발트에는 138명의 거주자가 일정 수준으로 고용되었으며 그중 여성이 노동력의 39.1%를 차지했다. 2008년에 정규직에 상응하는 총 일자리 수는 147개였다. 1차 부문의 일자리 수는 18개였으며, 그중 11개는 농업에 있었고 6개는 임업 또는 목재 생산에 있었다. 2차 부문의 일자리 수는 22개였으며 모두 제조업에 있었다. 3차 부문의 일자리 수는 107개였다. 12개(11.2%)는 도소매 또는 자동차 수리업, 23개(21.5%)는 상품의 이동 및 보관, 62개(57.9%)는 호텔 또는 레스토랑, 1개는 보험 또는 금융업, 2개는 도소매업 또는 자동차 수리업이었다. 또는 1.9%는 기술 전문가 또는 과학자였으며, 1명은 교육 분야에 있었다.
2000년에는 시정촌으로 출퇴근하는 근로자가 48명, 출퇴근한 근로자가 41명이었다. 지자체는 근로자의 순수입 주이며, 1명이 전출할 때마다 약 1.2명의 근로자가 지자체에 전입한다.

### 울리헨 경제
울리헨에는 107명의 거주자가 일정 수준으로 고용되었으며 그중 여성이 노동력의 40.2%를 차지했다. 2008년에 정규직에 상응하는 총 일자리 수는 85개였다. 1차 부문의 일자리 수는 11개였으며 모두 농업에 있었다. 2차 부문의 일자리 수는 16개였으며 모두 제조업에 있었다. 3차 부문의 일자리 수는 58개였다. 3차 부문에서 도소매업 또는 자동차 수리업이 10개(17.2%), 9개(15.5%), 물품이동 및 보관업이 33개(56.9%), 호텔·레스토랑이 2개(3.4%) 순이었다.
2000년 기준, 오버곰스 내부로 출퇴근하는 근로자는 38명, 외부 출퇴근자는 44명이었다. 지자체는 근로자의 순수 전입으로 들어오는 1명당 약 1.2명의 근로자가 지자체를 전출하고 있다.

## 교통

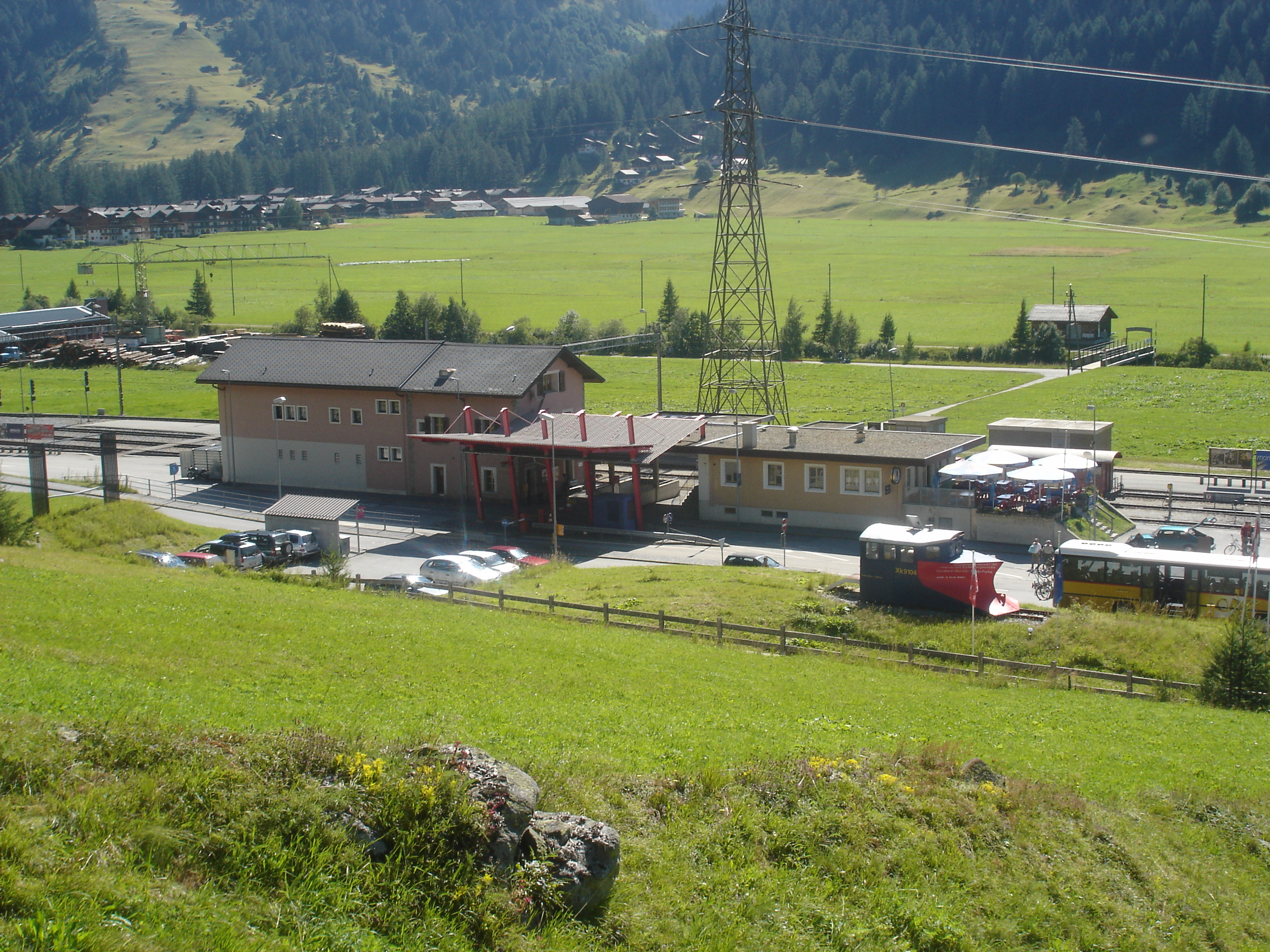
오버발트역

지자체에는 울리헨역, 오버게슈타인역, 오버발트역이 있으며, 모두 마테호른 고트하르트 철도(MGB)의 푸르카-오버알프 라인에 있다. 이 노선은 피스프, 브리그, 안데르마트, 괴쉐넨 사이를 연중무휴로 운행하며 기차는 양방향으로 매시간 운행되며 세 역 모두에서 정차한다. 또한 오버발트역은 체르마트에서 생모리츠 또는 다보스까지 빙하 특급 열차로 하루에 여러 번 운행된다. 오버발트역에서, 담프반 푸르카-버크슈트레크는 현재 푸르카 지하 터널로 대체된 노선인 푸르카 고개를 가로지르는 오래된 MGB 라인을 통해 여름 증기 기관차 운반 서비스를 운영하고 있다.
론 계곡을 따라 브리그로 가는 저지대 도로는 일년내내 열려 있지만 오버곰스에서 푸르카, 그림젤과 누페넨 고개를 가로지르는 도로는 여름에만 개방된다. MGB는 푸르카 패스 위의 도로를 피해 오버발트에서 레알프까지 푸르카 지하 터널을 통해 자동차 셔틀 열차를 제공한다.
패스가 열려 있는 동안 포스트버스 스위스는 오버발트에서 각 패스를 통해 하루에 여러 번 서비스를 운영한다. 그림젤 고개를 가로지르는 서비스는 마이링엔으로, 누페넨을 지나 아이롤로에, 푸르카를 지나 안데르마트까지 운행한다.

## 교육
2010년 ~ 2011학년도 동안 오버곰스 학교 시스템에는 총 57명의 학생이 있었다. 발레주의 교육 시스템은 어린아이들이 1년 동안 의무가 아닌 유치원에 다닐 수 있도록 허용한다. 그 학년도에는 1개의 유치원반(KG1 또는 KG2)과 15명의 유치원생이 있었다. 주의 학교 시스템은 학생들이 초등학교 6년에 다닐 것을 요구한다. 오버곰스에는 초등학교에 총 4개의 학급과 57명의 학생이 있었다. 중등학교 프로그램은 3년의 낮은 의무 교육(오리엔테이션 수업)과 3~5년의 선택적인 고급 학교로 구성된다. 오버곰스의 모든 중고등학교 학생들은 인근 시정촌에 있는 학교에 다닌다.
오버게슈텔른에서는 인구의 약 75 또는(38.5%)가 필수가 아닌 고등 중등 교육 을 이수했으며 16 또는(8.2%)가 추가 고등교육(대학 또는 응용학문대학)을 완료했다. 고등교육을 이수한 16명 중 87.5%가 스위스 남성, 12.5%가 스위스 여성이었다. 2000년 현재 오버게슈텔른에는 다른 지자체에서 온 12명의 학생이 있었고 17명의 거주자는 지자체 외부의 학교에 다녔다.
오버발트에서는 인구 약 93명(35.8%)이 비필수가 고등교육을 이수했으며 12명(4.6%)이 추가 고등교육(대학 또는 응용학문대학)을 완료했다. 고등교육을 이수한 12명 중 83.3%가 스위스 남성이고 8.3%가 스위스 여성이었다. 2000년 현재 오버발트에는 다른 지자체에서 온 9명의 학생이 있었고, 19명의 거주자는 지자체 외부의 학교에 다녔다.
울리헨에서는 인구의 약 72명(32.6%)이 비필수 고등교육을 이수했으며 14 또는(6.3%)가 추가 고등교육(대학 또는 응용학문대학을 완료했다. 고등교육을 이수한 14명 중 71.4%가 스위스 남성이고 14.3%가 스위스 여성이었다. 2000년 기준으로 울리헨에는 타 자치단체에서 온 학생이 16명, 시외 학교에 다니는 주민이 18명이었다.

## 종교

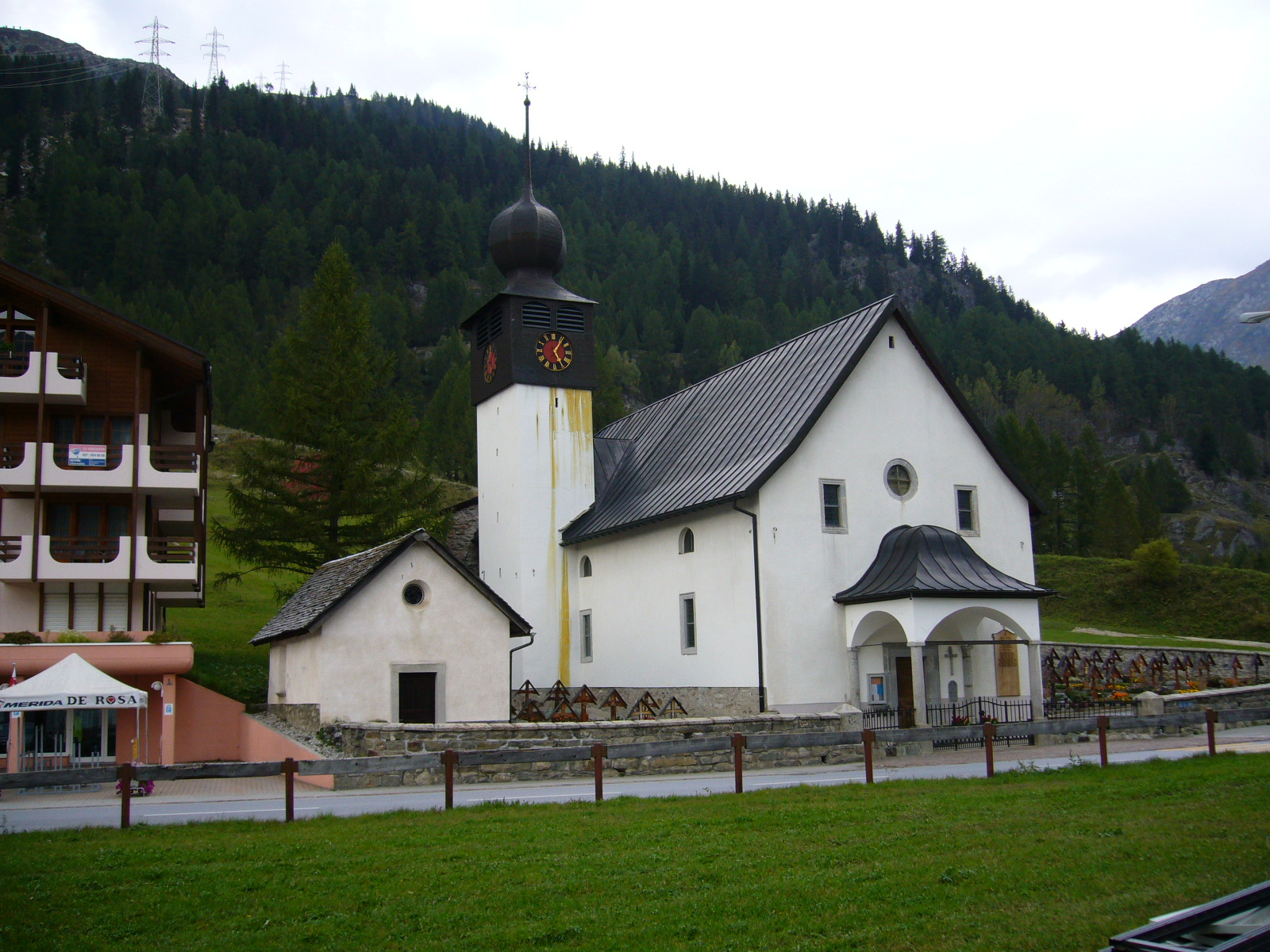
오버발트의 교회

2000년 인구 조사에서 오버게슈텔른에서는 171명(87.7%)가 로마 가톨릭 신자였으며 3명(1.5%)은 스위스 개혁교회에 속했다. 나머지 인구 중 정교회 교인은 10명(인구의 약 5.13%)이었다. 7명(인구의 약 3.59%)은 교회에 속하지 않았으며, 불가지론자 또는 무신론자였으며 4명(인구의 약 2.05%)은 질문에 대답하지 않았다.
오버발트에서는 218명(83.8%)이 로마 가톨릭 신자였고, 14%(5.4%)가 스위스 개혁교회에 속해 있었다. 나머지 인구 중 정교회 교인은 8명(인구의 약 3.08%)이었다. 이슬람교도는 2명(인구의 약 0.77%)이었다. 10명(인구의 약 3.85%)은 교회에 속하지 않았고, 불가지론자 또는 무신론자였으며 8명(인구의 약 3.08%)은 질문에 대답하지 않았다.
울리헨에서는 210%(95.0%)가 천주교 신자였으며 7%(3.2%)는 스위스 개혁교회에 속해 있었다. 나머지 인구 중 1명의 정교회 교인이 있었다. 1명(또는 인구의 약 0.45%)은 교회에 속하지 않았고, 불가지론자 또는 무신론자였으며 2명(또는 인구의 약 0.90%)은 질문에 대답하지 않았다.